# Francesco Monti (1646)

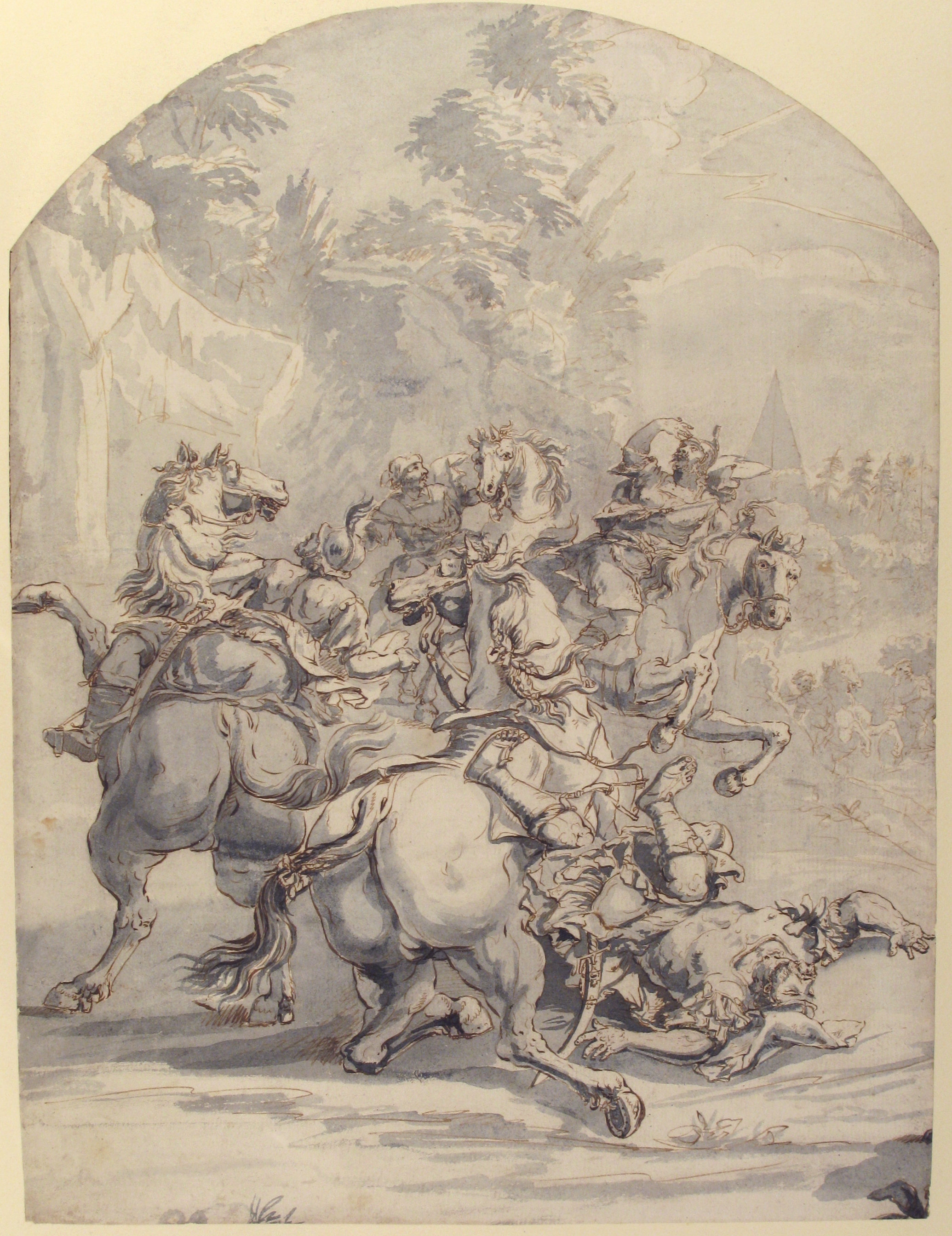
Francesco Monti il Brescianino delle Battaglie, Kavallerieeinsatz, zwischen 1646 und 1703

Francesco Monti, genannt il Brescianino delle Battaglie (* 1646 in Brescia; † 1703 in Piacenza), war ein italienischer Maler des Manierismus.

## Leben
Francesco Monti war ein Schüler von Pietro Ricchi, bekannt als il Lucchese, und Jacques Courtois, bekannt als il Borgognone delle Battaglie. Francesco malte in verschiedenen Städten Italiens, wie Genua, Rom, Venedig, wo er die Werke von Johann Anton Eismann (1604–1698) und Carlo Brisighella Eismann (1679–1719) kennenlernte. Dann zog er in Neapel, wo er die Werke von Salvator Rosa kennenlernte. Er schuf auch in Deutschland und hielt sich schließlich in Parma auf, wo er eine Schule gründete. Zu seinen Schülern zählten Giovanni Canti, Ilario Spolverini, Angiolo Everardi, bekannt als il Fiamminghino, und Lorenzo Comendich.
Einer seiner Söhne, Giuseppe, trat ebenfalls in seine Fußstapfen als Schlachtenmaler, erreichte jedoch nicht die Fähigkeiten seines Meisters, da er in der Verwendung von Farben unterlegen war. Im Jahr 1670 hielt er sich in Piacenza auf, wovon die Gravur seines Namens in der Kuppel der Basilika Santa Maria di Campagna zeugt. Er arbeitete für den herzoglichen Hof von Parma und trat 1681 in den Dienst der Farnese, wo er bis 1695 blieb.
Montis Gemälde zeichnen sich durch große Räume aus, die sich „in Rauch und Staub verlieren“, durch das Gewirr von bewaffneten Männern im Vordergrund mit unbemannten Reitern und sich aufbäumenden Pferden. Neben Schlachten schuf er auch Gemälde mit religiösen Themen und Seestücke, in denen der Einfluss von Pieter Mulier dem Jüngeren, bekannt als Tempesta, mit dem er befreundet war, zu erkennen ist. 
Seine Werke sind nicht selten, werden aber oft der Schule von Jacques Courtois zugerechnet.